# Euratsfeld
Euratsfeld är en ort och kommun  i Österrike. Den ligger i distriktet Amstetten i förbundslandet Niederösterreich, 110 km väster om huvudstaden Wien.